# Okunie (jezioro)
Okunie – jezioro na Pojezierzu Wałeckim, położone w granicach miasta Trzcianka, w woj. wielkopolskim. Jego powierzchnia wynosi 9,77 ha, a średnia głębokość to 3,0 m. Maksymalna głębokość 6,3 m, a rzędna zwierciadła wody 77,0 m n.p.m..
Zbiornik o owalnym kształcie, słabo rozwiniętym dnie i linii brzegowej. Dno mulisto-skaliste, woda barwy lekko żółtej, o słabej przezroczystości. Występuje: rdest pływający, wywłócznik kłosowy oraz rogatek sztywny. Do najliczniej reprezentowanych gatunków należą: leszcz, lin oraz płoć, okoń i karaś.